# Butrintsee
Der Butrintsee (albanisch Liqen/-i i Butrintit) ist eine Salzwasser-Lagune in Südalbanien an der Küste des Ionischen Meeres. Der See liegt südöstlich von Saranda bei den antiken Stätten von Butrint im Qark Vlora, hat eine Fläche von rund 16,3 Quadratkilometer, im Schnitt eine Tiefe von 14 Metern, die maximal 21 Meter erreicht. Er ist 7,1 Kilometer lang und bis zu 3,3 Kilometer breit. Der Salzgehalt des Wassers schwankt mit den Gezeiten.
Am Südende ist die Lagune über den rund zweieinhalb Kilometer langen Vivar-Kanal mit dem Meer verbunden. Der See und die Umgebung wurden im Quartär geformt. Noch vor 3000 Jahren war das Gebiet eine Meeresbucht. Das Marschgebiet südlich des natürlichen Kanals war lange vom Meer überflutet und wurde allmählich durch Ablagerungen der Flüsse Bistrica und Pavlla aufgefüllt. Um das Jahr 100 war die Ebene schon so weit ausgebildet, dass Römer dort siedelten.

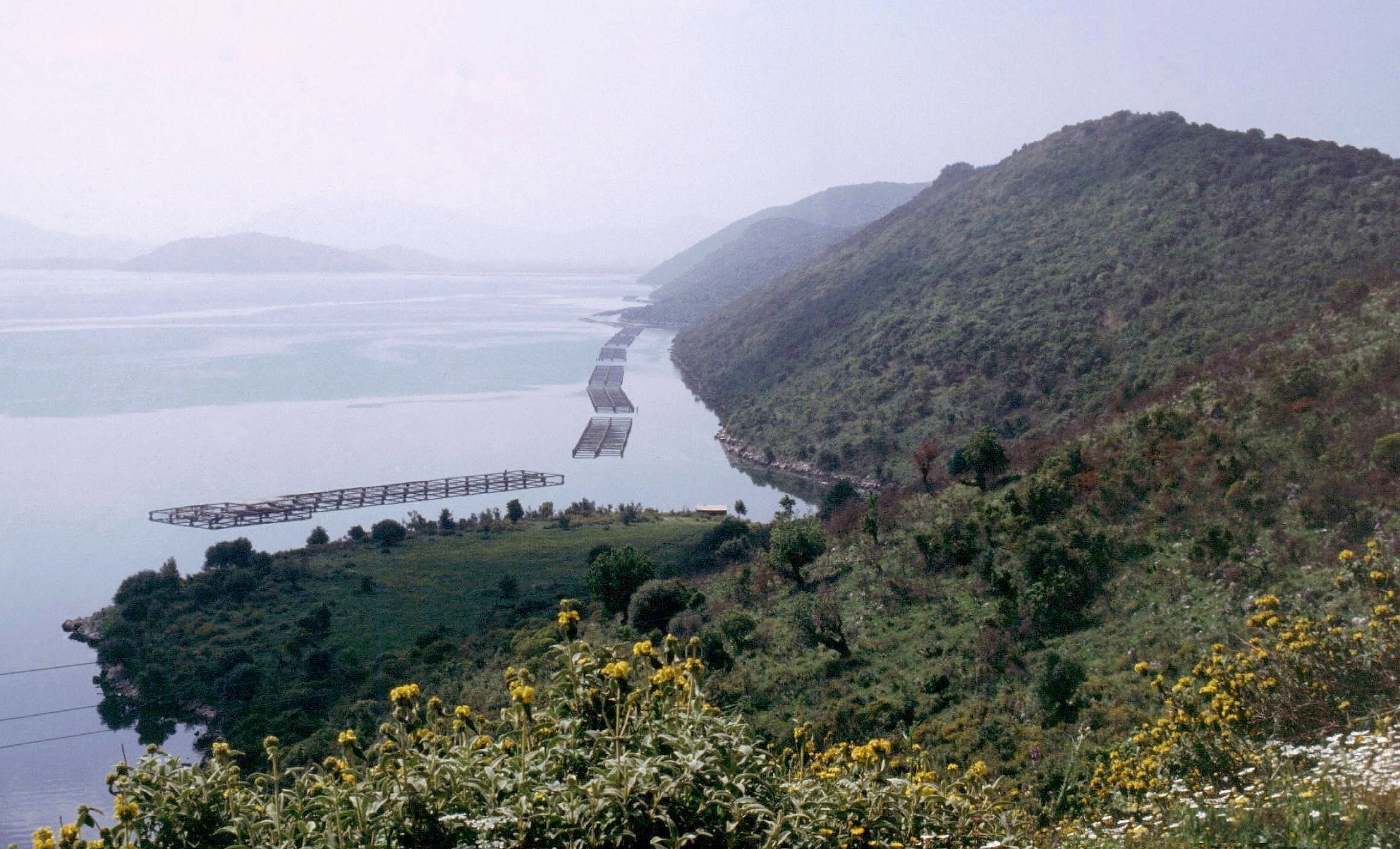
Anlagen zur Zucht von Miesmuscheln am Westufer

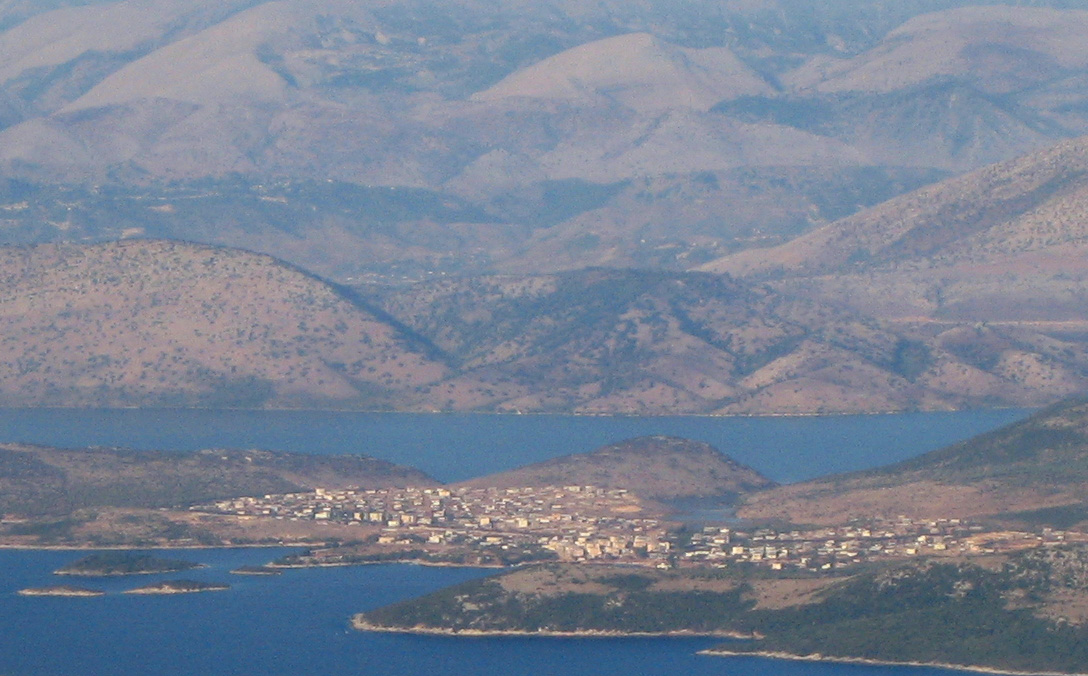
Der See mit dem Dorf Ksamil und dem Ionischen Meer im Vordergrund

Der langgezogene See wird nördlich des Kanals durch eine schmale Landzunge, bestehend aus einem langen, bis 240 m ü. A. hohen Hügelzug, vom Meer getrennt. Am Ostufer enden die Ausläufer des 695 Meter hohen Mali i Miles. Die Lagune wurde bis 1958 vom aus den Bergen kommenden Flüsschen Bistrica gespeist. Der Wasserlauf wurde aber kurz vor der Einmündung ins Nordende des Sees durch den künstlichen Çuka-Kanal direkt ins Meer umgeleitet. Es handelt sich um einen permanent geschichteten See mit einem sauerstofffreien, unbelebten Hypolimnion, während die obere Schicht bis ca. acht Meter Tiefe sauerstoffreich ist.
Der See wird insbesondere am Nord- und am Südende von weiten Feuchtgebieten umgeben, die zeitweise auch vollständig unter Wasser stehen. Reet-Gebiete prägen die Ufer und reinigen auch das einfließende Wasser. Sie sind Heimat verschiedener Teichrallen, der Wasserralle, verschiedener Rohrsänger, zum Beispiel der Drosselrohrsänger, und der Zwergdommel. Im Gegensatz zur Salzwassermarsch zwischen Südende und Meer handelt es sich bei den Feuchtgebieten am Nordende um Süßwassermarsch.
Ein weiterer, kleiner See liegt südöstlich des Butrintsees. Der Bufisee (Liqeni i Bufit, manchmal auch Rrëza) ist rund zwei Kilometer lang, durchschnittlich einen Meter tief und hat die Form eines spitz zulaufenden Dreiecks. An seinem Ostufer und Nordende geht die Landschaft in leichtes Hügelland am Westhang des Mali i Miles über. Bis in die 1960er Jahre enthielt er Brackwasser. Während der Bufisee früher an seinem Südwestende mit dem Butrintsee verbunden war, ist die permanente Verbindung heute ein Kanal weiter nördlich. Das Wasser ist seither stärker salzhaltig. Beim Gebiet zwischen den Seen handelt es sich mehrheitlich um Feuchtgebiete, die zeitweise unter Wasser stehen. Der 81 Meter hohe Kalivo-Hügel – seit der Bronzezeit als Siedlungsplatz genutzt und im 6. Jahrhundert v. Chr. mit einer 1300 Meter langen Mauer befestigt – erhebt sich aus dem Sumpfgebiet zwischen den Seen.
Der Butrintsee und die ihn umgebenden Feuchtgebiete werden von der Ramsar-Konvention geschützt. Das südliche Ende ist Teil des Butrint-Nationalparks. Der Butrintsee und seine Umgebung ist Lebensraum 14 gefährdeter Tierarten; nirgends sonst in Albanien wurden so viele Vogel- (246), Reptilien- (25) und Amphibien-Arten (10) gefunden. Daneben wurden 105 Fischarten und 39 Säugetierarten nachgewiesen. Nur rund um den Butrintsee sind innerhalb Albaniens der Epirus-Wasserfrosch (Rana epeirotica), die Breitrandschildkröte (Testudo marginata), die Westliche Sandboa (Eryx jaculus) und die Taurische Eidechse (Podarcis taurica jonica) beheimatet. See und Umgebung sind zudem ein wichtiger Rastplatz für Zugvögel wie Haubentaucher, Zwergtaucher, Schellente, Blässhuhn und Tafelente. Auch seltene Meeresbewohner wie die gefährdete Unechte Karettschildkröte und die stark gefährdete Mittelmeer-Mönchsrobbe, der gefährdete kleine Süßwasserfisch Valencia letourneuxi sowie Greifvögel wie Kornweihe und Rohrweihe sind im respektive um den See anzutreffen.
Unzureichende Süßwasserzufuhr hatte Sauerstoffmangel im Wasser des Butrintsees zur Folge, wobei sich auch giftige Gase aus dem schlammigen Seeuntergrund lösten. Um diesen Prozess, der das Gleichgewicht und die Fauna im See gefährdet, zu stoppen, wurde der Frischwasserzufluss des Sees mit verschiedenen Maßnahmen erhöht. Es konnte bereits eine bessere Wasserqualität festgestellt werden.
Im See werden seit 1968 Miesmuscheln (Mytilus galloprovincialis) gezüchtet, was zwischenzeitlich 250 Personen Arbeit gab. Die Produktion schwankt zwischen 2000 und ca. 7000 Kilogramm pro Jahr.